# Retrato de Enrique VIII
El Retrato de Enrique VIII es una pintura perdida de Hans Holbein el Joven que retrataba a Enrique VIII de Inglaterra. Fue destruida por el fuego en 1698, pero es todavía bien conocida a través de diversas copias. Es una de las imágenes más icónicas de Enrique, y uno de los retratos más famosos de cualquier monarca británico. Fue originalmente creada en 1536–1537 como parte de un mural que mostraba a la dinastía Tudor en el Palacio de Whitehall, Londres.

## Pintura

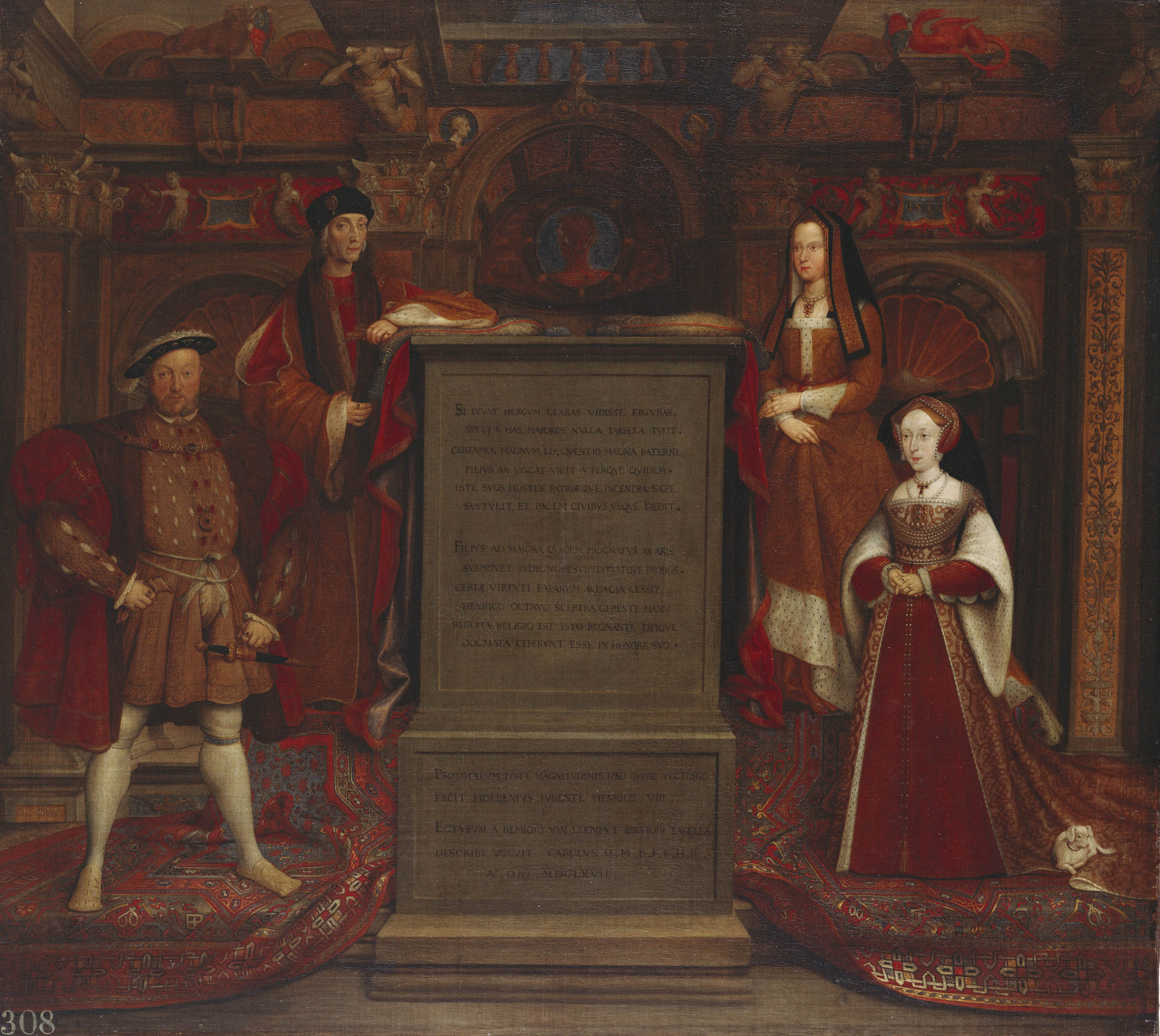
Copia en óleo del Mural Whitehall, encargado por Carlos II, 1667.

Hans Holbein el Joven, nativo de Alemania, había sido nombrado el pintor del rey inglés en 1536. El retrato fue creado para adornar la cámara privada de Enrique en el recientemente adquirido Palacio de Whitehall. Enrique estaba gastando grandes sumas en decorar los 23 acres (93 000 m²) del conjunto de residencias de las que se había apoderado luego de la caída del cardenal Wolsey. El mural fue entonces encargado en algún momento durante el breve matrimonio de Enrique y Juana Seymour, y fue completado en 1537. Bien pudo haber sido encargado para celebrar el nacimiento venidero o real del heredero largamente esperado de Enrique, Eduardo, nacido en octubre de 1537.
El mural original según una descripción de 1658 era una pintura al óleo sobre la pared, no un fresco; presentaba cuatro figuras alrededor de un pedestal alto con una inscripción en latín sobre una base de dos niveles: a la izquierda Enrique y detrás su padre Enrique VII, a la derecha su esposa Juana Seymour, y detrás la madre del soberano, Isabel de York. Estaban de pie ante una magnífica arquitectura renacentista con tres hornacinas con pilastras y frisos ricamente decorados y coronadas por conchas, en el suelo una rica alfombra oriental que envuelve el pedestal.
Enrique aparece en una pose imponente y corpulento, con las piernas abiertas, la mano izquierda cerca de la daga que cuelga del cinturón, la derecha sujetando los guantes, mira al espectador cubierto con el atuendo de gala, terciopelo, seda, piel, oro y piedras preciosas. La prominente bragueta a la moda subraya la potencia del rey. De esta figura se hicieron numerosas copias y variantes, convirtiéndose en la imagen icónica del rey Tudor.